# أسلام أباد (دابوي الجنوبي)
أسلام أباد (بالفارسية: اسلام‌آباد) هي قرية تقع في إيران في قسم دابوي الجنوبی الريفي. يقدر عدد سكانها بـ 658 نسمة .